# Rosenau am Hengstpaß
Rosenau am Hengstpaß è un comune austriaco di 677 abitanti nel distretto di Kirchdorf an der Krems, in Alta Austria.